# Río Gevora Alto
Río Gevora Alto este o arie protejată (arie specială de conservare — SAC, sit de importanță comunitară — SCI) din Spania întinsă pe o suprafață de 2.826,35 ha, integral pe uscat.

## Localizare
Centrul sitului Río Gevora Alto este situat la coordonatele 39°14′59″N 7°07′54″W / 39.249722°N 7.131667°V.

## Înființare
Situl Río Gevora Alto a fost declarat sit de importanță comunitară în decembrie 1997 pentru a proteja 52 de specii de animale. Situl a fost protejat și ca arie specială de conservare în mai 2015.

## Biodiversitate
Situată în ecoregiunea mediteraneană, aria protejată conține 7 habitate naturale: Dehesas cu Quercus spp. perene, Pseudostepă cu ierburi și specii anuale de Thero-Brachypodietea, Păduri aluvionare cu Alnus glutinosa și Fraxinus excelsior (Alno-Padion, Alnion incanae, Salicion albae), Galerii și tufărișuri riverane sudice (Nerio-Tamaricetea și Securinegion tinctoriae), Lande oro-mediteraneene cu formațiuni endemice de grozamă, Galerii de Salix alba și de Populus alba, Tufărișuri termo-mediteraneene și de pre-deșert.
La baza desemnării sitului se află mai multe specii protejate:
- păsări (38): pescăruș albastru (Alcedo atthis), rață mare (Anas platyrhynchos), fâsă de luncă (Anthus pratensis), lăstunul mare (Apus apus), stârc cenușiu (Ardea cinerea), scatiu (Carduelis spinus),  prundaș gulerat mic (Charadrius dubius), barză albă (Ciconia ciconia), șerpar (Circaetus gallicus), prepeliță (Coturnix coturnix), cuc (Cuculus canorus), măcăleandru (Erithacus rubecula), șoim de iarnă (Falco columbarius), Galerida theklae, becațină comună (Gallinago gallinago), Hippolais polyglotta, rândunică roșcată (Hirundo daurica), rândunică (Hirundo rustica), sfrâncioc cu cap roșu (Lanius senator), ciocârlie de pădure (Lullula arborea), privighetoare (Luscinia megarhynchos), prigoare (Merops apiaster), gaia neagră (Milvus migrans), gaia roșie (Milvus milvus), codobatură galbenă (Motacilla alba), codobatură de munte (Motacilla cinerea), grangur (Oriolus oriolus), cormoran mare (Phalacrocorax carbo), pitulice de munte (Phylloscopus collybita), brumăriță de pădure (Prunella modularis), mugurarul (Pyrrhula pyrrhula), aușel sprâncenat (Regulus ignicapilla), turturică (Streptopelia turtur), silvie cu cap negru (Sylvia atricapilla), silvie de tufiș (Sylvia undata), fluierarul de zăvoi (Tringa ochropus), sturz-cântător (Turdus philomelos), pupăză (Upupa epops)
- amfibieni (1): Discoglossus galganoi
- mamifere (2): lupul (Canis lupus), vidră de râu (Lutra lutra)
- nevertebrate (2): fluturele auriu (Euphydryas aurinia), Unio tumidiformis
- pești (6): Anaecypris hispanica, Cobitis paludica, Luciobarbus comizo, Pseudochondrostoma willkommii, Rutilus alburnoides, Rutilus lemmingii
- reptile (3): țestoasa de baltă (Emys orbicularis), Lacerta schreiberi, Mauremys leprosa

Pe lângă speciile protejate, pe teritoriul sitului au mai fost identificate 4 specii de plante, 2 specii de păsări, 9 specii de amfibieni, 17 specii de mamifere, 6 specii de nevertebrate, 6 specii de pești, 12 specii de reptile.